# Kochanek lady Chatterley (film 2006)
Kochanek lady Chatterley (oryg. Lady Chatterley) – francusko-belgijski dramat obyczajowy z 2006 roku w reżyserii Pascale Ferran, zrealizowany na podstawie powieści Kochanek lady Chatterley (1928) D.H. Lawrence’a.

## Fabuła
Życie Konstancji Chatterley (Marina Hands) płynie monotonnie do dnia, w którym spotyka młodego, przystojnego leśniczego Oliviera Parkina (Jean-Louis Coulloc’h). Pierwsza wizyta w jego domu była dziełem przypadku, jednak na następne kobieta decyduje się świadomie. Lady Chatterley, nie bacząc na swój społeczny status, ulega przystojnemu mężczyźnie.

## Obsada
- Marina Hands – lady Constance Chatterley
- Jean-Louis Coulloc’h – Olivier Parkin
- Hippolyte Girardot – Clifford Chatterley
- Hélène Alexandridis – pani Bolton
- Hélène Fillières – Hilda
- Bernard Verley – ojciec Constance
- Sava Lolov – Tommy Dukes